# 1833年西班牙行政区划分

1833年西班牙行政区划分

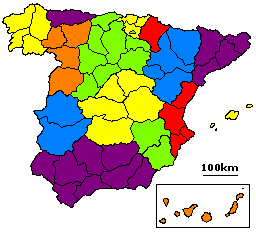
1822年西班牙行政区划分（历史地区于1833年定义）

1833年西班牙行政区划分（西班牙語：división territorial de España en 1833）是指1833年11月30日皇家法令将西班牙划分为49个省份，分属15个历史地区（regiones históricas）。与如今西班牙的行政区划相比，1833年定义的历史地区大多与如今的自治區相对应；几乎所有省份都沿用了1833年定义的边界。

## 背景
1833年9月29日，在费尔南多七世国王去世后，攝政玛丽亚·克里斯蒂娜不得不在卡洛斯主义君主專制者和自由主义者之间寻找温和的第三条路。这项艰巨的任务交给了时任国务卿弗朗西斯科·塞亚·贝穆德斯。尽管他未能获得自由派或卡洛斯派任何一方的支持，但他的内阁对西班牙的行政区进行了重大改革，这次改革对现今实行的行政区划影响重大。
时任发展部长官哈维尔·德·布尔戈斯将西班牙中央集权划分为49个省，于1833年11月20日作为皇家法令颁布。除了4个省以外，其他所有省均以省会城市名称命名。例外的4省是：納瓦拉（潘普洛納）、阿拉瓦省（維多利亞）、吉普斯夸省（圣塞瓦斯蒂安）和比斯開省（毕尔巴鄂）。以上省份均属巴斯克地区，遵照其历史名称。
他的方案可以追溯到十年前西班牙立憲革命时期存在的方案（1822年至1823年）。该方案包括卡拉泰乌德省、比耶尔索省和哈蒂瓦省；一些省份也没有用省会城市命名。

## 省份与历史地区

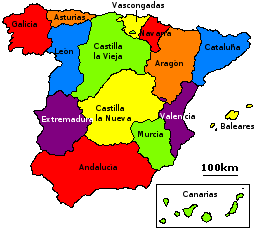
1833年法令定义的历史地区

1833年11月30日皇家法令划分了49个省份，同时也创建了“历史地区”。历史地区只是名誉上的划分，不设立行政机关，对其内部的省份没有管辖权。省份的划分基于權力分立，省会城市最后都成为了省政府机关驻地，每个省都有一位由中央政府任命的行政长官（jefe político）。
| 历史地区                     | 省份                                                                                           |
| ---------------------------- | ---------------------------------------------------------------------------------------------- |
| 安達盧西亞                   | 阿爾梅里亞省, 加的斯省, 科爾多瓦省, 格拉納達省, 韋爾瓦省, 哈恩省, 馬拉加省, 塞維利亞省         |
| 阿拉贡                       | 韋斯卡省, 特魯埃爾省, 薩拉戈薩省                                                               |
| 阿斯图里亚斯                 | 奥维耶多省                                                                                     |
| 巴利阿里群島                 | 帕尔马-德马略卡省                                                                              |
| 加那利群岛                   | 圣克鲁斯-德特内里费省                                                                          |
| 新卡斯蒂利亚                 | 雷阿爾城省, 昆卡省, 瓜達拉哈拉省, 马德里省, 托萊多省                                           |
| 旧卡斯蒂利亚                 | 阿维拉省, 布尔戈斯省, 洛格罗尼奥省, 帕伦西亚省, 桑坦德省, 塞哥維亞省, 索里亚省, 巴利亞多利德省 |
| 加泰罗尼亚                   | 巴塞罗那省, 赫羅納省, 莱里达省, 塔拉戈纳省                                                     |
| 埃斯特雷马杜拉               | 巴达霍斯省, 卡塞雷斯省                                                                         |
| 加利西亚                     | 拉科鲁尼亚省, 卢戈省, 奥伦塞省, 蓬特韋德拉省                                                   |
| 莱昂                         | 莱昂省, 萨拉曼卡省, 萨莫拉省                                                                   |
| 穆尔西亚                     | 阿爾瓦塞特省, 穆尔西亚省                                                                       |
| 納瓦拉                       | 納瓦拉                                                                                         |
| 巴伦西亚                     | 阿利坎特省, 卡斯特利翁省, 巴倫西亞省                                                           |
| 巴斯克                       | 阿拉瓦省, 吉普斯夸省, 比斯開省                                                                 |
| 来源：1833年11月30日皇家法令 |                                                                                                |

除了参考1810年何塞一世政权政区设计方案、1812年《加的斯宪法》和1822年立宪革命的行政区划分，哈维尔·德·布尔戈斯还参考了法国对省级行政区的划分。尽管从历史和地理的角度看，省份边界最初可能是任意划分的，但这种划分在区域（一天之内可以从省会到省内任何一个乡镇）、人口（各省人口在10万到40万之间）和地理特征一致性方面也有一定的道理。这种方案不仅被19世纪西班牙立宪制度所接受，同时也巩固了资产阶级自由制度下的领土结构。
1833年西班牙行政区划分仍然保留了历史上存在的飛地。其中较有名的阿德穆斯县（属巴伦西亚省管辖，但位于特鲁埃尔省和昆卡省）、特雷维尼奥飞地（属布尔戈斯省管辖，但位于阿拉瓦省）和利维亚飞地（属赫罗纳省管辖，但实际上位于法国境内）。
1834年，西班牙被划分为不同的司法辖区。这些司法辖区后来成为選區和税区划分的依据。到1868年，全国共有463个司法辖区。

## 后期修改
1833年西班牙行政区划在之后的一个多世纪变化相对较小。这些变化有：行政长官被民事总督取代，最终被议员团取代。一些省份边界有细微调整；一些省份更名为符合当地语言的名称。在20世纪70年代后期和80年代初期西班牙民主转型期间，“历史地区”被自治区制度取代。如今，“历史地区”一词仅用来指巴斯克、加泰罗尼亚和加利西亚，偶尔也有安达卢西亚，明显具有地方民族主义色彩。

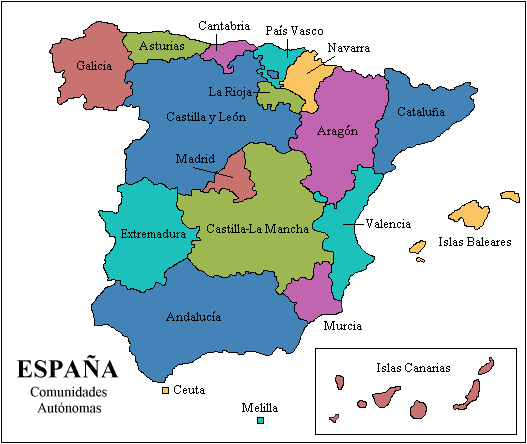
西班牙民主转型期间设立的自治区

- 1836年，阿利坎特省的部分辖地被划入巴伦西亚省；同时比列纳由阿尔瓦塞特省划入阿利坎特省，萨克斯从穆尔西亚省划入阿利坎特省[16]。
- 1841年，一项法令让洛格罗尼奥省重新恢复1822年方案中的边界划分，但该法案实际上并未实施[17]。
- 1844年至1854年，基普斯夸省的省会在托洛萨而非圣塞瓦斯蒂安[18]。
- 1846年，雷阿尔城省和阿尔瓦塞特省的边界被调整，比利亚罗夫莱多被划入阿尔瓦塞特省[16]。
- 1851年，雷克纳和乌铁尔从昆卡省被划入巴伦西亚省[19][20]。
- 1927年，加那利群岛被划分为两个省，即如今的拉斯帕爾馬斯省和聖克魯斯-德特內里費省，使西班牙省份数量达到50个[21][22]。
- 1980年，洛格罗尼奥省更名为拉里奥哈单省自治区[23][24]。
- 1982年，桑坦德省更名为坎塔布里亚单省自治区[25]。
- 1983年，奥维耶多省更名为阿斯图里亚斯[26]。
- 1992年，赫罗纳省和莱里达省分别被更改为加泰罗尼亚语名称吉罗纳省（Girona）和列伊达省（Lleida）[27]。吉罗纳省车牌照从“GE”变更为“GI”[28]。
- 1995年，原属卡斯特利翁省的加托瓦市被划入巴伦西亚省[29]。
- 1997年，帕尔马·德马略卡省更名为巴利阿里群岛省，并采用加泰罗尼亚语作为官方名称[30]。相应的车牌照从从“PM”变更为“IB”[31]。
- 1998年，拉科鲁尼亚省和奥伦塞省分别被更改为加利西亞語名称阿科鲁尼亚省（A Coruña）和歐伦塞省（Ourense）[32]。欧伦塞省车牌照从“OR”变更为“OU”[33]。
- 2011年，阿拉瓦、吉普斯夸和比斯开省的官方名称更改为巴斯克语[34]。